# Edytor HTML
Edytor HTML – program komputerowy służący do tworzenia dokumentów HTML.

## Zasadność stosowania
Dokument HTML jest plikiem tekstowym i jako taki może być tworzony w dowolnym edytorze tekstu, nawet tak prostym, jak Notatnik w systemie operacyjnym Windows czy Kate w systemie GNU/Linux. Jednak wyróżniającą cechą edytora HTML jest wspomaganie dla znaczników (tagów) HTML, dzięki czemu pisanie stron jest w znacznej mierze ułatwione (należy jednak podkreślić, że niektóre edytory tekstowe wprowadzają również prostą obsługę znaczników HTML).
Niekiedy spotyka się twierdzenie, że używanie edytorów HTML nie jest konieczne. Wyspecjalizowany program tego typu umożliwia jednak:
- szybsze wprowadzanie znaczników dzięki gotowym szablonom
- unikanie błędów wynikających z ręcznego wprowadzania znaczników

Edytory HTML można podzielić na dwie podstawowe klasy: edytory pracujące w trybie tekstowym i edytory pracujące w trybie graficznym.
Mianem edytorów pracujących w trybie tekstowym określamy programy, które pozwalają pracować bezpośrednio z kodem HTML, wyświetlając tekst dokumentu i kody sterujące (np. wyżej wspomniane Notatnik czy Kate).
Pierwszym edytorem Hipertekstu był program World Wide Web autorstwa Timothy'ego Bernersa-Lee, twórcy WWW.

## Cechy edytora HTML
Od dobrego edytora HTML należy oczekiwać takich cech, jak:
- Sprawdzanie poprawności pisowni
- Edycja informacji nagłówkowych. Edytor HTML powinien wspomagać tworzenie informacji nagłówkowych (<meta />), istotnych dla poprawnego funkcjonowania witryny w Internecie, jak tytuł, opis, słowa kluczowe i szereg innych informacji o pomniejszym znaczeniu; szczególnie przydatne są do tego celu kreatory <meta />.
- Projekty. Zaawansowany edytor HTML powinien mieć narzędzie do organizowania zespołu stron tworzących wspólnie witrynę internetową w tzw. projekty, które ułatwiają zarządzanie, np. wprowadzanie wspólnych opisów, kontrola spójności, weryfikacja odsyłaczy czy wysyłanie na serwer FTP.
- Szablony. Edytor powinien dysponować narzędziem do tworzenia szablonów stron, które przyspieszają pisanie stron i ujednolicają wygląd dokumentów.
- Biblioteki wstawek. Użytkownik niejednokrotnie posługuje się powtarzającymi się zestawami kodów - możliwość tworzenia bibliotek takich zestawów pozwoli wprowadzać je do dokumentów, bez konieczności każdorazowego wpisywania kodu.
- Obsługa języków. W nowoczesnym edytorze HTML pożądana jest nie tylko obsługa samego języka HTML, ale i przynajmniej elementarna obsługa innych popularnych języków, jak JavaScript i PHP, a przede wszystkim CSS, czyli współdziałających z kodem HTML kaskadowych arkuszy stylów.
- Kolorowanie kodu. Aby móc łatwo odróżniać znaczniki od treści dokumentu, konieczne jest kolorowanie znaczników danego języka.
- Wprowadzanie znaków specjalnych. Konieczność wprowadzania znaków spoza alfabetu łacińskiego (np. znaki matematyczne, znaki innych alfabetów) wymaga od edytora udostępnienia ich listy.
- Mapowanie odsyłaczy. Używana na stronach internetowych grafika jest często wykorzystywana jako zbiór odsyłaczy. Umieszczenie odsyłaczy internetowych w wyznaczonych miejscach grafiki wymaga stosowania specjalnej mapy odsyłaczy, której skomplikowana konstrukcja jest kłopotliwa do wprowadzenia, jeśli nie korzystamy z wizualnego wspomagania zapewnionego przez edytor.
- Podgląd dokumentu. Kontrolę rzeczywistego wyglądu strony zapewnia podgląd dokumentu w specjalnym oknie, obsługiwanym przez kontrolki Internet Explorera lub Mozilli. Jeśli edytor nie dysponuje taką funkcją, konieczne jest wczytanie redagowanej strony do przeglądarki internetowej.
- Kontrola poprawności składniowej. Zdarzające się niekiedy błędy składniowe, wkradające się szczególnie przy ręcznych poprawkach, mogą poważnie zaburzać wyświetlanie stron - wbudowane narzędzia do kontroli poprawności składniowej umożliwiają wychwycenie usterek.
- Kontrola spójności. Błędy konstrukcyjne mogą także dotyczyć powiązań między dokumentami witryny - kontrola spójności powiązań jest jednym z kluczowych zadań zaawansowanego edytora HTML.
- Weryfikacja odsyłaczy. Zamieszczone w dokumencie odsyłacze do innych miejsc w Internecie mogą się stopniowo dezaktualizować - specjalne narzędzia edytora pozwalają automatycznie sprawdzić poprawność odsyłaczy i wskazują te, które są nieaktualne.
- Wysyłanie na serwer FTP. Chociaż witrynę można wysłać na serwer za pomocą zwykłego programu FTP, wbudowane narzędzia FTP pozwalają wysłać na serwer cały projekt lub pojedyncze strony, a niekiedy także są w stanie śledzić, które strony zostały zaktualizowane w trakcie edycji i wymagają wysłania.

## Aplikacje

### Edytory HTML dla systemuWindows
- polskie:
  - płatne: Pajączek NxG, CoreEditor, Tiger98 i TigerII Millenium
  - darmowe: edHTML, Extra Page, ezHTML, E-Net, HateML Pro, HTML-owiec, kED, Kicia, MiniPad, PitPad, Snape, TigerII, WebPager Xpress, Website Pro, Zajączek PHP, SHtml.
- zagraniczne:
  - płatne: Sublime Text, CoffeeCup HTML Editor(inne języki), HomeSite, HotDog(inne języki)
  - darmowe: Notepad++, Brackets, Atom, 1'st Page 2000, ACE HTML Editor, HTML-Kit(inne języki), Nvu (projekt zamknięty w 2006 roku), PSPad(inne języki).
- pracujące w trybie graficznym (WYSIWYG - What You See Is What You Get) tzw. kompozytory stron:
  - płatne: Adobe Dreamweaver, Adobe GoLive(inne języki) (projekt zamknięty w 2008 roku), Microsoft FrontPage (projekt zamknięty w 2006 roku), Microsoft Office SharePoint Designer, Microsoft Expression Web, Freeway, NetObjects Fusion(inne języki), Kicia, Ciejek.
  - darmowe: Nvu (projekt zamknięty w 2006 roku), KompoZer (także w języku polskim), Mozilla (projekt zamknięty w 2005 roku i kontynuowany jako SeaMonkey), SeaMonkey (także w języku polskim).

### Edytory HTML dla systemuGNU/Linux
- Bluefish, Screem, Quanta Plus, Nvu (projekt zamknięty w 2006 roku), IBM Homepage Builder, Webdesigner.